# Lei da Sucessão Presidencial
A Lei da Sucessão Presidencial dos Estados Unidos é uma legislação federal que estabelece a linha de sucessão presidencial. O Artigo II, Seção 1, Cláusula 6 da Constituição dos Estados Unidos autoriza o Congresso a promulgar tal lei:
O Congresso pode, por meio de lei, prever o caso de destituição, morte, demissão ou incapacidade tanto do Presidente quanto do Vice-Presidente, determinando qual funcionário deverá, então, atuar como Presidente [en]. Esse funcionário deverá exercer a presidência até que a incapacidade seja removida ou um novo Presidente seja eleito.
O Congresso promulgou leis de sucessão presidencial em três ocasiões: em 1792 (1 Stat. 239), em 1886 (24 Stat. 1) e em 1947 (61 Stat. 380). A lei de 1947 foi revisada pela última vez em 2006.
Embora nenhuma dessas leis de sucessão tenha sido invocada, sua aplicação foi uma possibilidade clara em várias ocasiões. No entanto, a probabilidade de que uma pessoa na linha de sucessão, além do Vice-Presidente, seja chamada a exercer o cargo de Presidente em circunstâncias normais diminuiu consideravelmente devido à disposição da Vigésima Quinta Emenda, que trata do preenchimento de vagas de Vice-Presidente.

## Lei da sucessão presidencial de 1792
O Artigo II, Seção 1, Cláusula 6 da Constituição autoriza o Congresso a determinar quem deve atuar como presidente caso o presidente e o vice-presidente falecerem ou não possam exercer o cargo durante seus mandatos. A legislação para estabelecer essa linha de sucessão foi introduzida em dezembro de 1790 na Câmara dos Representantes dos Estados Unidos, no 1º Congresso [en]. No mês seguinte, foram propostas para discussão as figuras do presidente pro tempore do Senado dos Estados Unidos e do presidente da Câmara dos Representantes; o secretário de Estado dos Estados Unidos e o Juiz-Chefe dos Estados Unidos também foram mencionados. Os legisladores não conseguiram chegar a um consenso sobre quem deveria ser o sucessor legal. Nomear o Secretário de Estado era inaceitável para a maioria dos federalistas, que não queriam que o então ocupante do cargo, Thomas Jefferson, líder da crescente oposição anti-administração [en] que viria a tornar-se o Partido Democrata-Republicano, fosse colocado tão próximo da Presidência. Foram levantadas objeções constitucionais e políticas à nomeação do presidente pro tempore do Senado ou do presidente da Câmara, uma vez que se pressupunha que o indivíduo manteria seu cargo e assento no Congresso enquanto exercia temporariamente a presidência; também surgiram preocupações semelhantes de separação de poderes em relação ao Juiz-Chefe.
A questão foi novamente levantada durante a reunião do 2º Congresso, em 1791. Em 30 de novembro, o Senado aprovou uma legislação intitulada "An Act Relative to the Election of a President and Vice President of the United States, and Declaring the Officer Who Shall Act as President in Case of Vacancies in the Offices Both of President and Vice President", que foi enviada à Câmara para concordância. A legislação incluía uma disposição que nomeava o presidente pro tempore do Senado ou, se esse cargo estivesse vago, o presidente da Câmara como presidente em exercício em caso de vaga tanto na presidência quanto na vice-presidência. Vários representantes, incluindo alguns dos autores da Constituição, criticaram a disposição por ser contrária às suas intenções. Consequentemente, após um debate controverso, em 15 de fevereiro de 1792, a Câmara eliminou o presidente pro tempore e o presidente da Câmara, inserindo o Secretário de Estado em seu lugar. O Senado rejeitou a alteração da Câmara alguns dias depois, e a Câmara cedeu. O projeto de lei tornou-se lei em 1º de março de 1792, com a assinatura do presidente George Washington.
A Lei da Sucessão Presidencial de 1792 (Texto integral disponível no Wikisource) era composta pelas seções 9 e 10 de uma legislação mais ampla relativa à eleição do presidente e do vice-presidente. Ela estipulava que o presidente pro tempore do Senado seria o primeiro na linha de sucessão para a presidência, caso os cargos de presidente e vice-presidente ficassem vagos. A Seção 9 determinava que o sucessor estatutário exerceria funções interinas até a eleição de um novo presidente. Em caso de dupla vacância, a Seção 10 estabelecia que o Secretário de Estado notificaria o governador de cada estado sobre as vagas e a eleição especial para preenchê-las. Esta eleição específica realizar-se-ia nada menos que dois meses mais tarde. As pessoas eleitas presidente e vice-presidente nessa eleição especial cumpririam um mandato completo de quatro anos a partir de 4 de março do ano seguinte; essa eleição nunca foi realizada.

### Implementações potenciais
Embora as disposições de sucessão da Lei de 1792 nunca tenham sido invocadas, houve dez ocasiões em que a vice-presidência ficou vaga:
1. 20 de abril de 1812 a 4 de março de 1813 (318 dias), após a morte de George Clinton;
2. 23 de novembro de 1814 a 4 de março de 1817 (2 anos e 101 dias), após a morte de Elbridge Gerry;
3. 28 de dezembro de 1832 a 4 de março de 1833 (66 dias), após a demissão de John C. Calhoun;
4. 4 de abril de 1841 a 4 de março de 1845 (3 anos e 334 dias), após a ascensão de John Tyler à presidência;
5. De 9 de julho de 1850 a 4 de março de 1853 (2 anos e 238 dias), após a ascensão de Millard Fillmore à presidência;
6. 18 de abril de 1853 a 4 de março de 1857 (3 anos e 320 dias), após a morte de William R. King;
7. De 15 de abril de 1865 a 4 de março de 1869 (3 anos e 323 dias), após a ascensão de Andrew Johnson à presidência;
8. 22 de novembro de 1875 a 4 de março de 1877 (1 ano e 102 dias), após a morte de Henry Wilson;
9. De 19 de setembro de 1881 a 4 de março de 1885 (3 anos e 166 dias), após a ascensão de Chester A. Arthur à presidência;
10. 25 de novembro de 1885 a 4 de março de 1889 (3 anos e 99 dias), após a morte de Thomas A. Hendricks.

Em todos os casos, se o presidente em exercício tivesse falecido, renunciado, sido destituído do cargo ou ficado incapacitado durante uma dessas vagas na vice-presidência, o presidente pro tempore do Senado teria assumido a presidência interina. Essa dupla vacância quase ocorreu em três ocasiões:
1. Em 1844, o presidente John Tyler escapou por pouco de ser uma das vítimas fatais quando um canhão do recém-construído USS Princeton explodiu durante um cruzeiro cerimonial. Se Tyler tivesse morrido, o presidente pro tempore do Senado, Willie Person Mangum [en], teria assumido como presidente interino.[12][13]
2. Em 1865, os conspiradores do assassinato de Abraham Lincoln planejaram, mas não conseguiram, assassinar também o vice-presidente Andrew Johnson e o secretário de Estado William H. Seward. Se Johnson tivesse sido assassinado, o presidente pro tempore do Senado, Lafayette S. Foster [en], teria assumido como presidente interino.[14]
3. Em 1868, após o presidente Andrew Johnson ter sido impugnado pela Câmara dos Representantes, o Senado não conseguiu, por um voto, destituir Johnson no julgamento de impugnação [en]. Se tivesse sido destituído, o presidente pro tempore Benjamin Wade teria assumido a presidência interina, uma vez que a vice-presidência estava vaga depois que Johnson ascendeu à presidência.[15]

Em razão das vagas, por vezes prolongadas, no cargo de vice-presidente, a pessoa que ocupava o cargo de presidente pro tempore do Senado adquiria uma importância maior, pois, embora não assumisse oficialmente a vice-presidência, era o próximo na linha de sucessão para a presidência. Vários dos que exerceram essa função durante as vagas na vice-presidência foram informalmente designados como "Vice-Presidente em exercício".

## Lei da Sucessão Presidencial de 1886
A morte do presidente James A. Garfield em 19 de setembro de 1881 — após uma longa incapacidade em decorrência de uma tentativa de assassinato — levou o vice-presidente Chester A. Arthur à presidência. Quando Arthur assumiu o cargo, os postos de vice-presidente, presidente pro tempore do Senado e presidente da Câmara dos Representantes ficaram vagos. No entanto, um novo presidente pro tempore do Senado foi nomeado em 10 de outubro de 1881, e um novo presidente da Câmara dos Representantes foi escolhido em dezembro do mesmo ano. Em 1884, Grover Cleveland foi eleito presidente, com Thomas A. Hendricks eleito vice-presidente. A morte de Hendricks em novembro de 1885, apenas oito meses após o início de seu mandato, deixou mais uma vez o cargo de vice-presidente vago, o que levou o Congresso a revisar as deficiências da Lei de Sucessão de 1792.
Em 1882, George Hoar [en] apresentou no Senado um projeto de lei para transferir a sucessão dos funcionários do Congresso para os membros do Gabinete. O projeto foi aprovado pelo Senado no ano seguinte, mas fracassou na Câmara. Hoar apresentou várias razões pelas quais o estatuto de sucessão deveria ser alterado, entre elas o fato de o mandato de quatro anos de um presidente eleito em uma eleição especial poder não estar sincronizado com o ciclo eleitoral do Congresso, o que resultaria em “confusão e problemas”. O deputado também destacou as implicações constitucionais e práticas negativas de manter o presidente pro tempore e o presidente da Câmara na linha de sucessão. Para reforçar esse argumento, ele mencionou que, desde o início das atividades do governo federal, 96 anos antes, em 1789, seis secretários de Estado haviam assumido a presidência, exercendo o cargo durante 36 desses 96 anos. Reintroduzido após a morte do vice-presidente Hendricks, o projeto de lei de Hoar foi aprovado pelo Senado em dezembro de 1885, após um vigoroso debate, e pela Câmara um mês depois. A lei foi sancionada pelo presidente Cleveland em 19 de janeiro de 1886.
A Lei da Sucessão Presidencial de 1886 (texto integral disponível no Wikisource) substituiu os secretários do Gabinete — listados pela ordem de criação de seus departamentos — pelos cargos de presidente pro tempore e presidente da Câmara na linha de sucessão. A lei estabelecia que, em caso de destituição, morte, renúncia ou incapacidade do presidente e do vice-presidente, o funcionário seguinte na linha de sucessão "atuaria como presidente até que a incapacidade do presidente ou do vice-presidente fosse removida ou até que um novo presidente fosse eleito". A lei também estipulava que, caso o Congresso não estivesse reunido nem tivesse uma reunião prevista para os próximos vinte dias, o presidente em exercício deveria convocar uma sessão extraordinária do Congresso [en], com um aviso prévio de pelo menos vinte dias. Além disso, para que um membro do Gabinete pudesse atuar como presidente, era necessário que ele fosse nomeado pelo Senado, fosse elegível para o cargo de presidente e não estivesse sujeito a um processo de impeachment. Essa disposição revogava também a cláusula da lei de 1792 que previa a realização de uma eleição especial em caso de dupla vacância.

### Implementações potenciais
Embora nunca tenha sido necessário invocar a Lei de 1886, a vice-presidência estava vaga no momento de sua adoção e viria a ficar vaga mais cinco vezes durante os 61 anos em que esteve em vigor:
1. 21 de novembro de 1899 a 4 de março de 1901 (1 ano, 103 dias), após a morte de Garret Hobart.
2. 14 de setembro de 1901 a 4 de março de 1905 (3 anos, 171 dias), após a ascensão de Theodore Roosevelt à presidência.
3. De 30 de outubro de 1912 a 4 de março de 1913 (125 dias), após a morte de James S. Sherman.
4. De 2 de agosto de 1923 a 4 de março de 1925 (1 ano, 214 dias), após a ascensão de Calvin Coolidge à presidência.
5. 12 de abril de 1945 a 20 de janeiro de 1949 (3 anos, 283 dias), após a ascensão de Harry S. Truman à presidência.

Se o presidente tivesse falecido, renunciado, sido destituído do cargo ou ficasse incapacitado durante uma dessas vagas, o secretário de Estado teria assumido a presidência interina. Embora tais circunstâncias nunca tenham ocorrido, o presidente Woodrow Wilson teria elaborado um plano (dada a agitação da Primeira Guerra Mundial) segundo o qual, se seu opositor republicano Charles Evans Hughes tivesse vencido as eleições de 1916, Wilson teria demitido seu secretário de Estado, Robert Lansing, e nomeado Hughes para o cargo antes de Wilson e o vice-presidente Thomas R. Marshall se demitirem, permitindo que o presidente eleito, Hughes, fosse o presidente interino até sua posse em 4 de março de 1917. A vitória apertada de Wilson sobre Hughes tornou o plano obsoleto.
Em 1944, tanto o candidato presidencial republicano Wendell Willkie quanto o candidato a vice-presidente, Charles L. McNary [en], morreram (8 de outubro e 25 de fevereiro, respectivamente). Este foi o primeiro (e, até 2023, único) caso em que ambos os membros de uma candidatura presidencial de um partido majoritário morreram durante o mandato para o qual buscavam ser eleitos. Se tivessem vencido, a morte de Willkie teria feito com que o secretário de Estado assumisse a presidência interina durante o restante do mandato, que terminaria em 20 de janeiro de 1945.

## Lei da Sucessão Presidencial de 1947
Em junho de 1945, dois meses após se tornar presidente devido à morte de Franklin D. Roosevelt, Harry S. Truman enviou uma mensagem ao Congresso solicitando a revisão da Lei da Sucessão Presidencial de 1886. Ele recomendou que o presidente da Câmara e o presidente pro tempore do Senado fossem reintegrados à linha de sucessão presidencial, com prioridade sobre os membros do Gabinete. Essa recomendação refletia a convicção de Truman de que o presidente não deveria ter o poder de nomear a pessoa que seria seu sucessor imediato em caso de sua morte ou incapacidade, e que a presidência deveria, sempre que possível, ser ocupada por um funcionário eleito. Enquanto os membros do Gabinete são nomeados pelo presidente, o presidente da Câmara e o presidente pro tempore do Senado são eleitos. Truman também sugeriu que, caso as vagas de presidente e vice-presidente surgissem mais de três meses antes das eleições intercalares para o Congresso, deveria ser realizada uma eleição para os cargos de presidente e vice-presidente.
Um projeto de lei incorporando a proposta do presidente foi apresentado na Câmara em 25 de junho de 1945 por Hatton W. Sumners [en] e aprovado — sem a cláusula sobre a eleição especial — quatro dias depois, com ampla maioria. A medida foi então enviada ao Senado, que não tomou nenhuma providência durante o restante do 79º Congresso [en]. Truman renovou seu pedido em 1947, quando o 80º Congresso [en] se reuniu após as eleições intercalares de 1946 [en]. No início de 1947, o senador Kenneth S. Wherry [en] apresentou um projeto de lei no Senado que, como a versão de 1945, colocava o presidente da Câmara e o presidente pro tempore em segundo e terceiro lugar na linha de sucessão, respectivamente, sem prever a realização de eleições especiais. Após um considerável debate, a medida foi aprovada em 27 de junho de 1947, com uma votação de 50 a 35. Enviada à Câmara, a legislação gerou pouco debate e foi aprovada em 10 de julho por uma votação de 365 a 11. O presidente Truman assinou o projeto de lei em 18 de julho.
A Lei da Sucessão Presidencial de 1947 repôs o presidente da Câmara e o presidente pro tempore do Senado na linha de sucessão — pela ordem inversa das suas posições na lei de 1792 — e os colocou à frente dos membros do Gabinete, que voltaram a ser posicionados pela ordem de criação de seus departamentos: secretário de Estado, secretário do Tesouro, secretário da Guerra, procurador-geral, diretor-geral dos Correios, secretário da Marinha e secretário do Interior. Três secretários de Gabinete foram adicionados à lista, refletindo a criação de três novos departamentos após 1886: secretário da Agricultura, secretário do Comércio e secretário do Trabalho.
Assim como a lei de 1886, a de 1947 especifica que apenas membros do Gabinete que sejam constitucionalmente elegíveis para o cargo de presidente e que não estejam sujeitos a um processo de impeachment pela Câmara no momento em que assumem os poderes da presidência podem atuar como presidentes em exercício. Contudo, ao contrário da lei de 1886, a lei de 1947 exige que qualquer membro do Gabinete que assuma os poderes da presidência renuncie ao seu cargo no Gabinete. A lei também contém uma cláusula que estipula que qualquer membro do Gabinete que atue como presidente pode ser "afastado" (suplantado) por um indivíduo qualificado mais acima na linha de sucessão, uma disposição que não consta das leis de sucessão anteriores.
As leis de 1886 e 1947 diferem em outro aspecto. A lei de 1886 descreve "os funcionários que tenham sido nomeados pelo conselho e consentimento do Senado para os cargos ali mencionados" como elegíveis para o cargo de presidente em exercício, enquanto a de 1947 descreve "os funcionários nomeados, pelo e com o conselho e consentimento do Senado" como elegíveis. As Organizações não partidárias [en] para a Comissão de Continuidade do Governo [en], em um relatório de 2009, afirmou que “literalmente, isso significa que a lei atual permite que secretários em exercício entrem na linha de sucessão, desde que sejam confirmados pelo Senado para um cargo (mesmo, por exemplo, o segundo ou terceiro em comando dentro de um departamento).” Embora se possa defender a inclusão de secretários em exercício, não está claro se eles estão efetivamente na linha de sucessão.
A lei de 1947 estabeleceu que uma pessoa que assuma a presidência interina de acordo com a legislação receberá a mesma compensação atribuída ao presidente. Além disso, com base na autoridade concedida pela Seção 3 da Vigésima Emenda, a lei se aplica a situações em que o presidente eleito, sozinho ou em conjunto com o vice-presidente eleito, não cumpra as qualificações para o cargo de presidente. Com base nessa mesma autoridade, a lei também se aplica a situações em que não haja presidente nem vice-presidente eleitos no dia da posse.

### Revisões
A lei de 1947 foi modificada por uma série de alterações incidentais para refletir a criação de novos departamentos federais. Menos de duas semanas após a promulgação da lei, Truman promulgou a Lei de Segurança Nacional de 1947 [en]. Este estatuto fundiu parcialmente o Departamento de Guerra (renomeado como Departamento do Exército [en]) e o Departamento da Marinha no Estabelecimento Militar Nacional (renomeado como Departamento de Defesa em 1949), dirigido pelo Secretário da Defesa. A lei também incluiu uma disposição que substituía o Secretário da Defesa pelo Secretário da Guerra na linha de sucessão, eliminando o Secretário da Marinha.
Em 1953, foi criado um novo departamento do Gabinete, o que levou à criação de um novo cargo na linha de sucessão, logo após o Secretário do Trabalho: o Secretário da Saúde, Educação e Bem-Estar. Em 1965, foi criado um novo departamento, e o Secretário da Habitação e Desenvolvimento Urbano foi adicionado à linha de sucessão. No ano seguinte, o Secretário dos Transportes [en] também foi incluído. Em 1970 e 1977, respectivamente, o Postmaster General foi removido devido à Lei de Reorganização Postal [en], e o Secretário de Energia foi inserido no final da lista. Em 1979, quando o Departamento de Saúde, Educação e Assistência Social foi dividido pela Lei de Organização do Departamento de Educação [en], o Secretário de Saúde e Serviços Humanos substituiu o Secretário da Saúde, Educação e Bem-Estar na ordem de sucessão, e o novo Secretário da Educação foi acrescentado na última posição. Em 1988 e 2006, respectivamente, o Secretário dos Assuntos dos Veteranos e o Secretário da Segurança Interna foram adicionados, tornando-se os 16º e 17º sucessores estatutários (incluindo o Vice-Presidente) para os poderes e deveres da Presidência.
Quando o Departamento de Segurança Interna foi criado em 2002, a lei que o criou não continha uma disposição que incluísse o Secretário do novo departamento na linha de sucessão presidencial. Os secretários de departamentos recém-criados a nível de Gabinete não são automaticamente incluídos; eles precisam ser especificamente incorporados. Projetos de lei complementares para incluir o Secretário da Segurança Interna (SHS) na linha de sucessão foram apresentados no 108º Congresso (em 2003) e novamente no 109º (em 2005) pelo Senador Mike DeWine [en] e pelo Deputado Tom Davis [en]. No entanto, ambos os projetos de lei se afastaram da tradição, propondo colocar o SHS na linha de sucessão imediatamente após o Procurador-Geral (e não no final da linha). Os defensores dessa mudança argumentavam que, devido às muitas responsabilidades do departamento nas áreas de segurança e preparação nacional, seria esperado que o funcionário responsável pela assistência em caso de catástrofes e pela segurança possuísse os conhecimentos e a experiência necessários para atuar como presidente interino em situações catastróficas; o mesmo não se poderia dizer de todos os secretários de Gabinete. A questão foi resolvida apenas em março de 2006, quando o Lei de Melhoria e Reautorização do USA PATRIOT [en] acrescentou o Secretário da Segurança Interna à linha de sucessão presidencial, no final da lista.

### Potenciais invocações
Embora não tenha sido necessário invocar a Lei de 1947, a vice-presidência estava vaga na altura de sua adoção e ficou vaga mais três vezes desde então:
1. 22 de novembro de 1963 - 20 de janeiro de 1965 (1 ano, 59 dias), após Lyndon B. Johnson ter assumido a presidência.
2. 10 de outubro de 1973 - 6 de dezembro de 1973 (57 dias), após a demissão de Spiro Agnew da vice-presidência.
3. 9 de agosto de 1974 - 19 de dezembro de 1974 (132 dias), após Gerald Ford ter assumido a presidência.

Se o presidente tivesse morrido, tivesse renunciado, fosse destituído do cargo ou ficasse incapacitado durante uma dessas vagas, o Presidente da Câmara teria assumido a presidência interina. No outono de 1973, o país enfrentou a possibilidade de uma dupla vacância. Com a presidência de Richard Nixon em risco devido ao escândalo de Watergate e a vice-presidência vaga após a renúncia de Spiro Agnew, havia a possibilidade de que o Presidente da Câmara, Carl Albert [en], se tornasse presidente interino. No entanto, não foi necessário recorrer à Lei de 1947, porque a Seção 2 da Vigésima Quinta Emenda, ratificada apenas seis anos antes, estabelecia um mecanismo para preencher uma vaga na vice-presidência durante o mandato. Como resultado, o líder da minoria na Câmara, Gerald Ford, foi nomeado vice-presidente. Dessa forma, em vez de o Presidente da Câmara Albert se tornar presidente interino quando Nixon renunciou em 9 de agosto de 1974, o Vice-Presidente Ford assumiu a presidência naquela data.
A Vigésima Quinta Emenda também estabeleceu um procedimento para responder às incapacidades presidenciais, permitindo que um vice-presidente assumisse os poderes e deveres da presidência como presidente interino. Seus procedimentos para declarar uma incapacidade temporária foram invocados em quatro ocasiões por três presidentes.
Durante os atentados terroristas de 11 de setembro de 2001, o Serviço Secreto executaram o plano [en] para assegurar a continuidade do governo [en], que, em parte, envolvia reunir as pessoas na linha de sucessão presidencial e levá-las para um local seguro [en], a fim de garantir que pelo menos um funcionário na linha de sucessão sobrevivesse aos atentados. O Presidente da Câmara, Dennis Hastert, e vários outros líderes do Congresso foram levados a um local seguro. O Presidente pro tempore do Senado, Robert Byrd, optou por ser levado para sua casa na Colina do Capitólio. O Vice-Presidente Dick Cheney e o Secretário dos Transportes, Norman Mineta [en], foram levados para um bunker subterrâneo na Casa Branca; alguns membros do Gabinete estavam fora do país naquele dia.

### Sucessor designado
Há uma longa tradição, que remonta à era da Guerra Fria, de manter um sucessor designado afastado de eventos em que estejam presentes vários oficiais federais de alta patente, incluindo o presidente, o vice-presidente, os líderes do Congresso e os membros do Gabinete. Isso é feito para garantir que haja sempre alguém disponível para assumir a presidência caso todos os outros oficiais sejam mortos no evento. Por exemplo, o Secretário da Agricultura Sonny Perdue foi o membro do Gabinete designado quando o Presidente Donald Trump proferiu o discurso sobre o Estado da União em 2018 [en]. Perdue foi levado para um local seguro com várias horas de antecedência e permaneceu lá durante todo o evento. Embora qualquer secretário do Governo possa ser selecionado, a pessoa nomeada geralmente provém de um dos departamentos mais recentes e com posição mais baixa na linha de sucessão. A pessoa escolhida também deve cumprir os requisitos constitucionais para exercer o cargo de presidente.

### Constitucionalidade
A lei de 1947 tem sido amplamente criticada ao longo dos anos por ser considerada inconstitucional. Akhil Amar [en], um jurista especializado em direito constitucional, chamou-lhe “um estatuto desastroso, um acidente à espera de acontecer”.

#### Significado de “oficial”
Existem preocupações quanto à constitucionalidade da inclusão de membros do Congresso na linha de sucessão. A Cláusula de Sucessão da Constituição — Artigo II, Seção 1, Cláusula 6 — especifica que apenas um “Oficial” pode ser designado como sucessor presidencial. Acadêmicos constitucionais, desde James Madison até os dias atuais, têm defendido que o termo “Oficial” se refere a um “Oficial dos Estados Unidos”, um termo técnico que exclui os membros do Congresso. Durante uma audiência conjunta, em setembro de 2003, perante a Comissão de Regras e Administração [en] e a Comissão do Senado dos Estados Unidos sobre o Judiciário, M. Miller Baker [en] afirmou:
A Lei de 1947 é provavelmente inconstitucional, pois parece que o Presidente da Câmara e o Presidente pro tempore do Senado não são ‘Oficiais’ elegíveis para atuar como Presidente, na acepção da Cláusula de Sucessão. Isso porque, ao referir-se a um ‘Oficial’, a Cláusula de Sucessão, quando considerada no contexto da Seção 1 do Artigo II, provavelmente se refere a um ‘Oficial dos Estados Unidos’, um termo técnico sob a Constituição, e não a qualquer oficial, o que incluiria oficiais legislativos e estaduais mencionados na Constituição (por exemplo, a referência a oficiais da milícia estadual no Artigo I, Seção 8). Na seção seguinte do Artigo II, o Presidente tem o poder de ‘requerer a opinião, por escrito, do principal funcionário de cada um dos departamentos executivos’ e de nomear, por e com o conselho e consentimento do Senado, ‘funcionários dos Estados Unidos’. Estes são os ‘oficiais’ a que a Cláusula de Sucessão provavelmente se refere. Essa interpretação contextual é confirmada pelas anotações de Madison da Convenção Constitucional, que mostram que o Comitê de Estilo da Convenção, que não tinha autoridade para fazer alterações substanciais, substituiu ‘Officer’ na Cláusula de Sucessão por ‘Officer of the United States’, provavelmente porque o Comitê considerou a frase completa redundante.
Em Is the Presidential Succession Law Constitutional?, Akhil Amar e Vikram Amar [en] mencionam a Cláusula de Incompatibilidade [en] (Artigo I, Seção 6, Cláusula 2) — que proíbe os funcionários do ramo executivo do governo federal de servirem simultaneamente na Câmara ou no Senado dos EUA — como prova de que os membros do Congresso não podem estar na linha de sucessão presidencial.

#### Bumping
A lei atual também é controversa porque prevê que um dirigente que esteja exercendo as funções de presidente devido à incapacidade ou à falta de qualificação de um dirigente superior na ordem de sucessão o faça apenas até que a incapacidade ou a desqualificação do outro dirigente seja resolvida. Caso isso aconteça, o funcionário anteriormente habilitado pode “substituir” a pessoa que está exercendo as funções de Presidente. Durante seu testemunho em 2004 perante o Subcomissão para a Constituição e o Governo Limitado dos Estados Unidos [en] para a Constituição e a Justiça Civil, Akhil Reed Amar afirmou que essa disposição viola “a Cláusula de Sucessão, que diz que um funcionário nomeado pelo Congresso deve ‘agir como Presidente... até que a incapacidade seja removida ou seja eleito um Presidente’”.

No seu relatório de 2009, a Comissão para a Continuidade do Governo argumentou que, além de contrariar a linguagem da Constituição, a prática de substituição (bumping) viola a doutrina da separação de poderes ao comprometer a independência do executivo em relação ao Congresso:
A Constituição parece estipular que, a partir do momento em que uma pessoa é considerada presidente em exercício pela Lei da Sucessão Presidencial, ela não pode ser substituída por outra pessoa. Essa interpretação faz sentido lógico, uma vez que a disposição evitaria a confusão que surgiria se a presidência fosse transferida para vários indivíduos diferentes em um curto período de tempo. Aparentemente, também impediria o Congresso de exercer influência sobre o poder executivo, ameaçando substituir um membro do gabinete que atua como Presidente por um Presidente da Câmara recém-eleito.
A nível prático, tem-se argumentado que essa disposição poderia resultar na existência de vários presidentes em exercício em um curto período de tempo durante uma crise nacional, enfraquecendo a legitimidade pública dos sucessores. Em um artigo de opinião publicado na Roll Call [en] em janeiro de 2011, o deputado Brad Sherman [en] escreveu:
“A disposição relativa à substituição [bumping] cria um dança das cadeiras musicais com a Presidência e causaria grande instabilidade. Em tempos de crise nacional, a nação precisa saber quem é o seu Presidente.”

## Tabela de sucessores estatutários
| Sucessores presidenciais estatutários                                        | Sucessores presidenciais estatutários | Sucessores presidenciais estatutários |  |
| ---------------------------------------------------------------------------- | --- | --- |  |
| Lei da Sucessão de 1792                                                      | Lei das Sucessões de 1886 | Lei das Sucessões de 1947 (com as alterações que lhe foram introduzidas) |  |
| • Presidente pro tempore do Senado • Presidente da Câmara dos Representantes | • Secretário de Estado • Secretário do Tesouro • Secretário da Guerra • Procurador-Geral • Diretor-geral dos Correios • Secretário da Marinha • Secretário do Interior | • Presidente da Câmara dos Representantes • Presidente pro tempore do Senado • Secretário de Estado • Secretário do Tesouro • Secretário de Guerra, 1947 → Secretário de Defesa • Procurador-Geral • Diretor-geral dos Correios, 1947–1970 • Secretário da Marinha, 1947 • Secretário do Interior • Secretário da Agricultura • Secretário do Comércio • Secretário do Trabalho • Secretário de Saúde, Educação e Bem-estar, 1965–1979 → Secretário de Saúde e Serviços Humanos • Secretário da Habitação e Desenvolvimento Urbano [en], since 1965 • Secretário dos Transportes [en], since 1966 • Secretário da Energia, since 1977 • Secretário da Educação [en], since 1979 • Secretário dos Assuntos dos Veteranos [en], since 1988 • Secretário da Segurança Interna, since 2006 |  |
|                                                                              | | |  |